# UnkrautEx

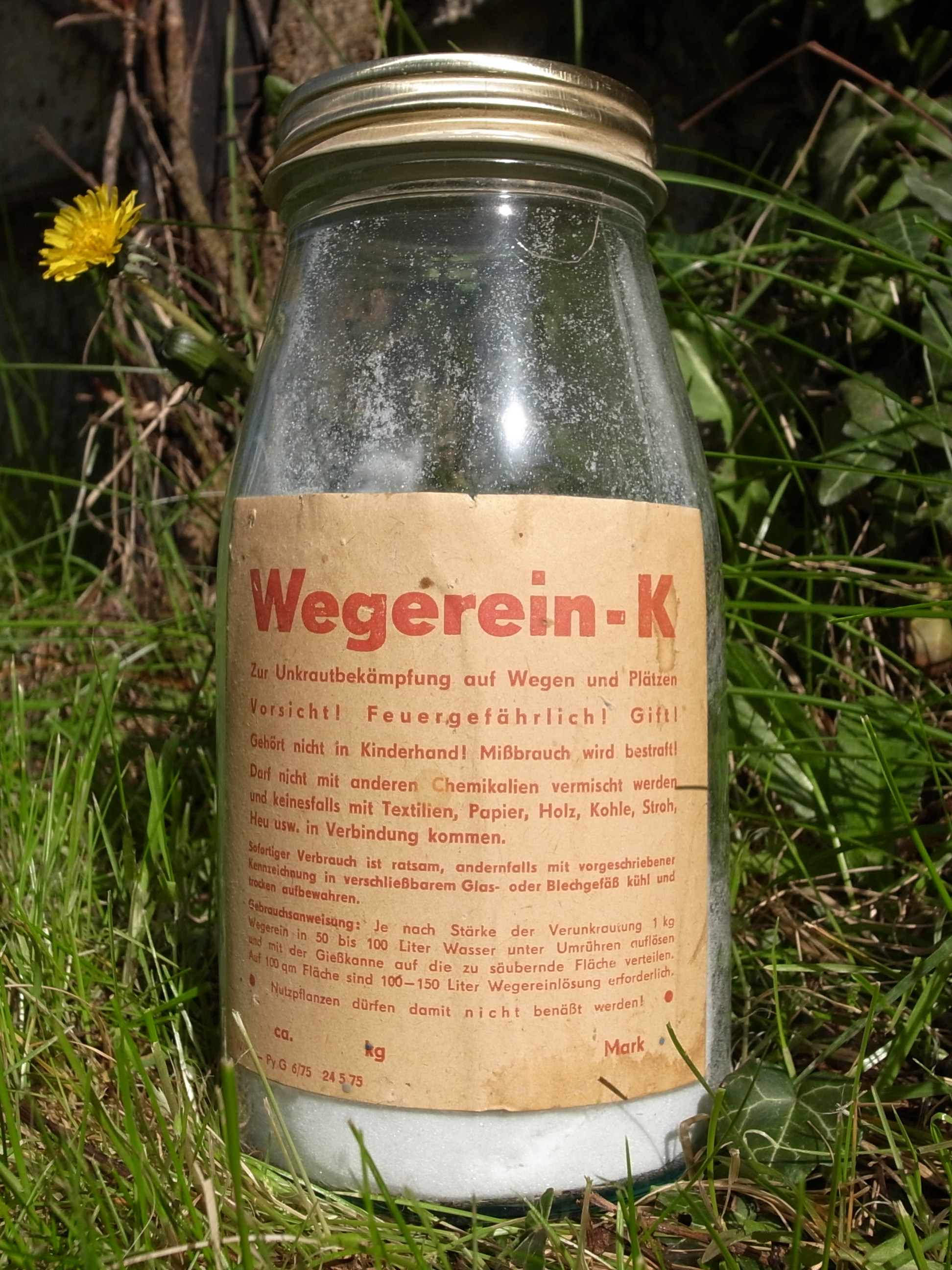
Wegerein-K

UnkrautEx war der Handelsname für ein Herbizid auf Basis von Chloraten, insbesondere Natriumchlorat. UnkrautEx war ein Breitbandherbizid, das sich zum Entfernen von unerwünschtem Pflanzenbewuchs auf Bahndämmen und Wegen eignete.
Das Mittel wurde spätestens seit 1923 von der chemischen Fabrik Stolte & Charlier in Hamburg angeboten.
Da UnkrautEx als natriumchlorathaltiges Präparat ein starkes Oxidationsmittel war, wurde es im Gemisch mit pulverförmigen Brennstoffen zum Bau von Sprengkörpern missbraucht. Außerdem wurde es zeitweilig bei der Herstellung von Papierraketen eingesetzt. Heute ist es in Deutschland, Österreich und der Schweiz nicht mehr im Handel erhältlich.
In der DDR war unter dem Namen „Wegerein“ ein Herbizid ähnlicher Zusammensetzung im Handel erhältlich.
Unter der Bezeichnung „Wegerein“ gibt es Nachfolgeprodukte in Form einer Konzentratlösung oder eines Pulvers. Beiden Lieferformen ist gemein, dass der Wirkstoff Natriumchlorat mit mindestens 60 Prozent Dispersionsmitteln (beispielsweise Natriumchlorid) gestreckt wird, um eine missbräuchliche Verwendung zu verhindern. Der Natriumchlorat-Wirkstoffgehalt muss gemäß EU-Vorgaben unter 40 % liegen, damit eine nichtgewerbliche Abgabe erlaubt bleibt. Diese Nachfolgeprodukte sind nicht als Herbizid zugelassen, sondern dürfen beispielsweise nur noch als Steinreiniger verwendet werden.